# Galeazzo Maria Sforza
Galeazzo Maria Sforza (Fermo, 24 januari 1444 — Milaan, 26 december 1476) was de hertog van Milaan tussen 1466 en 1476. Hij was de oudste zoon van Francesco Sforza en Bianca Visconti, en de broer van Ludovico Sforza.
Hij trouwde met Dorotea Gonzaga, dochter van Lodewijk III Gonzaga en na haar dood met Bona van Savoye, dochter van Lodewijk van Savoye. Galeazzo is vooral bekend om zijn bevordering van de muziek; vooral Nederlandse, meestal Vlaamse, componisten trokken naar zijn hof, waaronder Gaspar van Weerbeke en Alexander Agricola. 
Galeazzo werd op 26 december 1476 vermoord op de trap van de Basilica di Santo Stefano Maggiore door drie edelen uit de stad, die blijkbaar probeerden de moord op Julius Caesar te imiteren. Na zijn dood werd zijn zoon Gian Galeazzo Sforza hertog van Milaan, onder regentschap van zijn broer Ludovico. Galeazzo's dochter Bianca trouwde in 1494 met keizer Maximiliaan I.

## Nakomelingen
Met zijn tweede vrouw Bona had Sforza vier kinderen:
- Gian Galeazzo Sforza (1469 - 1494)
- Ermes Maria Sforza, marchese di Tortona[1] (1470 - 1503)
- Bianca Maria Sforza (1472 - 1510), huwde met keizer Maximiliaan I
- Anna Maria Sforza (1476 - 1497), huwde met Alfonso I d'Este

Bij Lucrecia Landriani had Sforza vier buitenechtelijke kinderen:
- Carlo Sforza (1461 - 9 mei 1483)
- Caterina Sforza (1463 - 1509), de moeder van Giovanni dalle Bande Nere
- Alessandro Sforza (1465 - 29 september 1523), heer van Francavilla, huwde Barbara van de Balbian, gravin van Valchiavenna
- Chiara Sforza (1467 - 15 mei 1531)

En twee onwettige kinderen bij Lucia Marliani:
- Galeazzo, genaamd de graaf van Melzo
- Ottaviano Maria Sforza (1475 - 1545), bisschop van Lodi